# يوأف بنياميني
يوأف بنياميني (بالعبرية: יואב בנימיני‏) مواليد 5 يناير 1949 في إسرائيل، عالم رياضيات متخصص في الإحصاء، حصل على جائزة إسرائيل في الإحصاء.